# Le Jardinier espagnol (film, 1956)
Pour plus de détails, voir Fiche technique et Distribution.
Le Jardinier espagnol (titre original : The Spanish Gardener) est un film britannique réalisé par Philip Leacock et sorti en 1956, d'après le roman éponyme d'A. J. Cronin.

## Synopsis
Harrington Brande est un diplomate britannique, occupant un petit poste consulaire provincial en Espagne. Cette nomination est vécue comme une déception par lui car il espérait un poste plus élevé. Son abandon par sa femme a peut-être nui à sa carrière, tout comme ses manières brusques. Il est accompagné de son fils de onze ans, Nicholas, à qui il enseigne à domicile contrairement aux conseils de son ami selon lesquels le garçon bénéficierait de relationes sociales avec d'autres garçons de son âge dans un internat. De son côté, Nicholas voit cela comme une aventure et se lie rapidement d'amitié avec le jardinier José, un adolescent, passant du temps chaque jour à l'aider avec les plantes et à se détendre ensemble. Cette relation qu'il entretient est  bien meilleure pour lui que le continuel dorlotage de son père. Cependant, Harrington devient peu à peu jaloux de l'enthousiasme et de l'amitié de son fils pour José. Il reproche à son fils de l'avoir emmené voir José jouer à la pelote et refuse le cadeau du jardinier, un poisson qu'il avait pêché. De même, il refuse de laisser Nicholas rejoindre un groupe de jeunes organisé par un collègue junior. Il interdit plus tard à Nicholas et José de se parler sous peine de renvoi de l'adolescent. 
Plus tard, en guise de punition il ordonnera à José de nettoyer la grande rocaille et pendant qu'Harrington est en voyage d'affaires, Garcia, le majordome et chauffeur, toujours ivre, menace Nicholas avec un couteau. Il tente ensuite de s'introduire dans sa chambre, ce qui terrifie le garçon, qui part se réfugier pour la nuit chez José avec qui il a de nouveau passé du temps. Revenant à la maison et apprennant qu'ils se sont revus, son père est furieux, alors que Garcia accuse José de comportement obscène. L'adolescent est arrêté et emmené menotté dans un train avec deux soldats armés qui le gardent. Son patron se trouve dans le même train et réalise soudain sa faute mais au même moment, José saute du train, sans savoir s'il a survécu à la chute. Rentrant chez lui, le diplomate découvre que son fils s'est enfui. Il part alors voir la famille de José mais elle ne lui témoigne aucune sympathie, hormis le vieux père, qui pense savoir où sont allés leurs fils. En pleine nuit, lors d'un orage, ils découvrent Nicholas et José dans une grotte. 
S'excusant, auprès du jardinier, Harrington permet à José de revenir travailler et accepte l'amitié entre lui et son fils.

## Fiche technique
- Scénario : John Bryan et Lesley Storm, d'après le roman Le Jardinier espagnol d'A. J. Cronin
- Photographie : Christopher Challis
- Direction artistique : Maurice Carter
- Montage : Reginald Mills
- Musique : John Veale
- Producteur : Earl St. John
- Société de production : The Rank Organisation
- Pays d'origine : Angleterre
- Format : Technicolor - 1.85:1 - 35 mm - Mono
- Genre : Drame
- Durée : 97 minutes
- Date de sortie : 1956

## Distribution
- Dirk Bogarde : Jose
- Jon Whiteley : Nicholas Brande
- Michael Hordern : Harrington Brande
- Cyril Cusack : Garcia
- Maureen Swanson : Maria
- Lyndon Brook : Robert Burton
- Josephine Griffin : Carol Burton
- Bernard Lee : Leighton Bailey
- Rosalie Crutchley : Magdalena
- Ina De La Haye : la mère de Jose
- Geoffrey Keen : le docteur Harvey
- Harold Scott : Pedro
- Jack Stewart : l'escorte de police
- Richard Molinas : l'escorte de police
- Susan Lyall Grant : la bonne
- John Adderley : le taxi
- David Lander : l'agent de police

## Distinction

### Festival
- 1957 : Berlinale : Sélection Officielle[1]